# USS Orleck (DD-886)
Le USS Orleck (DD-886) était un destroyer de classe Gearing en service dans la marine américaine de 1945 à 1982. En octobre 1982, il fut vendu à la Marine turque et rebaptisé Yécetepe (D 345). Après son déclassement final, le gouvernement turc l'a rendu à la Southeast Texas War Memorial and Heritage Foundation  (Fondation du patrimoine et du mémorial de la guerre du sud-est du Texas) à Orange, au Texas, où il a été amarré en tant que navire musée. En 2009, la Fondation a alors décidé de déplacer le navire sur la rivière Calcasieu à Lake Charles, en Louisiane. Depuis 2021, il est exposé à Jacksonville en Floride.

## Nom de baptême
Joseph Orleck est né le 22 janvier 1906 à Columbus, Ohio. Il s'enrôle dans la Marine le 23 juin 1924. Progressant dans les rangs enrôlés, il est nommé maître d'équipage le 14 décembre 1938 et nommé enseigne le 15 juin 1942. Il prend le commandement de l'USS Nauset (AT-89) le 28 mai 1943 avec le grade de lieutenant. Il a coulé avec son navire après une attaque de bombardiers de la Luftwaffe dans le golfe de Salerne le 9 septembre 1943. Récipiendaire de la Médaille de la Marine et du Corps des Marines pour les travaux de sauvetage lors de l'invasion de Casablanca, il a reçu à titre posthume la Croix de la Marine pour sa lutte contre les incendies et les inondations, pour éviter la perte totale de son navire lors de l'assaut de Salerne.

## Historique

### Marine des États-Unis (1945-1982)
Orleck a été posé par la Consolidated Steel Corporation (en) à Orange, Texas, le 28 novembre 1944, lancé le 12 mai 1945 par Mme Joseph Orleck, veuve du lieutenant Orleck, et mis en service le 15 septembre 1945.

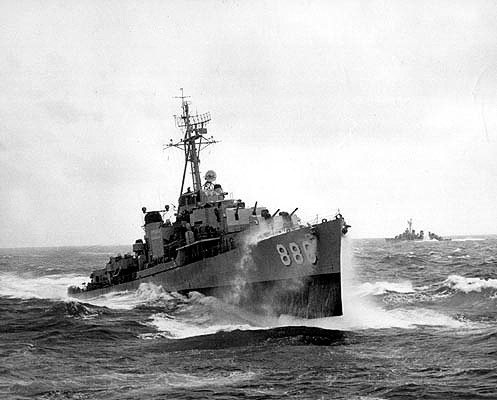
Orleck dans une mer agitée, années 1950.

Orleck a opéré avec la Septième flotte des États-Unis à l'appui des forces des Nations unies pendant la guerre de Corée. Puis il a subi une vaste révision FRAM I en 1962.
Le 7 juin 1965, Orleck participe à la récupération de la capsule spatiale Gemini 4.
Pendant la guerre du Vietnam, Orleck a servi de garde d'avion pour des porte-avions sur la Yankee Station (en) dans le golfe du Tonkin, a participé à l'opération Sea Dragon, a patrouillé pour des missions de recherche et de sauvetage et a effectué des missions d'appui aux tirs navals.
L'Orleck a été désarmé le 1er octobre 1982 et rayé du registre des navires de la marine le 6 août 1987.

### Marine turque (1982–2000)
Orleck a été transféré en Turquie pour servir dans la marine turque. Il a été rebaptisé TCG Yécetepe (D 345) en service turc.

### Navire musée (depuis 2000)
Le 12 août 2000, le gouvernement turc a transféré Yécetepe à la Fondation du Mémorial de la guerre et du patrimoine du sud-est du Texas à Orange, au Texas, pour l'utiliser comme mémorial et musée sous son ancien nom, USS Orleck.
Lorsque l'ouragan Rita a frappé la côte du Texas en septembre 2005, Orleck a été gravement endommagé. Après les réparations, le navire était prêt à retourner à sa jetée à Ochiltree-Inman Park; cependant, la Ville d'Orange a refusé de lui permettre de revenir. Orleck a été temporairement transféré à l'île de Levingston, puis amarré au nord de l'île d'Orange Harbour.
Le 6 mai 2009, le conseil municipal de Lake Charles, en Louisiane, a voté en faveur d'une ordonnance autorisant la ville à conclure un accord de coopération avec l'USS Orleck. Le 20 mai 2010, il a déménagé à Lake Charles, en Louisiane, où il est maintenant exposé depuis le 10 avril 2011. En 2019, le navire faisait actuellement face à la fermeture du musée, le navire étant soit coulé, soit mis au rebut; cependant le musée est resté opérationnel.
En 2019, à la suite de l'échec de l'acquisition de l'USS  Charles F. Adams (DDG-2) en tant que navire-musée à Jacksonville, en Floride, il a été proposé d'acquérir Orleck et de le déplacer vers le poste d'amarrage proposé qui a été obtenu pour le Charles F. Adams. L'association USS Adams a étudié Orleck et a estimé qu'il survivrait au remorquage de Lake Charles à Jacksonville. La proposition est à l'étude.[1]

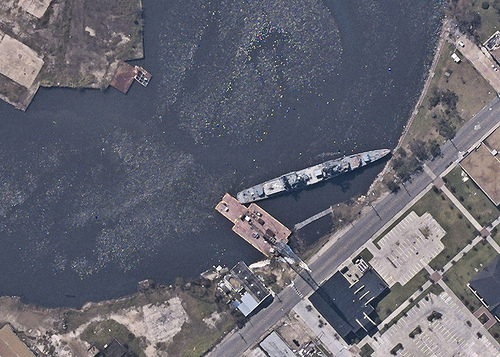
Le navire musée USS Orleck s'est échoué après l'ouragan Rita en 2005.

Le 30 août 2019, le Jacksonville Naval Museum a annoncé que le transfert d'Orleck à Jacksonville avait été approuvé et attend la finalisation des plans avec le conseil municipal de Jacksonville.
En février 2020, le déménagement à Jacksonville a été confirmé. Il resterait ouvert à Lake Charles jusqu'au 1er mars 2020, avant de fermer en vue d'une inspection par les garde-côtes américains pour le remorquage vers une cale sèche au Texas pour des réparations avant d'effectuer le remorquage jusqu'à Jacksonville.
Le remorquage vers Jacksonville a été retardé par la pandémie de COVID-19. Orleck s'est détaché de son amarrage dans la rivière Calcasieu pendant l'ouragan Laura, dérivant sur un mile en aval avant de s'échouer avec quelques dommages.
En août 2021, le conseil municipal de Jacksonville a approuvé à l'unanimité l'amarrage du navire au centre-ville de Jacksonville.